# Courcelles-la-Forêt

Courcelles-la-Forêt este o comună în departamentul Sarthe, Franța. În 2009 avea o populație de 420 de locuitori.